# Baon
 Baon  es una comuna y población de Francia, en la región de Borgoña, departamento de Yonne, en el distrito de Avallon y cantón de Cruzy-le-Châtel.
Su población en el censo de 1999 era de 67 habitantes.
Está integrada en la Communauté de communes du Tonnerrois .

## Demografía
| 91 | 84 | 60 | 57 | 43 | 67 |
| Para los censos de 1962 a 1999 la población legal corresponde a la población sin duplicidades (Fuente: INSEE [Consultar]) |    |    |    |    |    |